# Jaime de Marichalar
Jaime Rafael Ramos María de Marichalar y Sáenz de Tejada (Pamplona, Navarra, 7 d'abril de 1963), més conegut com a Jaime de Marichalar, és l'exmarit de la infanta d'Espanya Elena de Borbó, amb qui va contreure matrimoni el 18 de març de 1995. La parella va obtenir el seu divorci el mes de desembre de 2009. Des que aquest es va produir, Jaime de Marichalar va deixar d'ostentar el títol de duc consort de Lugo, el tractament d'Excel·lència, la condició de membre de la Família Reial Espanyola i la dignitat de Gran d'Espanya que posseïa des que va contreure matrimoni.

## Biografia
Jaime pertany a una família aristocràtica basco-castellana, vinculada des d'antic a la monarquia espanyola. És el quart de sis fills del VIII comte de Ripalda, Amalio de Marichalar i Bruguera, comandant d'artilleria, que va morir el 1979, i de Concepción Sáenz de Tejada, que va morir el 2014. D'aquí la seva pertinença al Ilustre Solar de Tejada, situat en la serra de Cameros, La Rioja, corporació nobiliària més antiga del Regne d'Espanya, del que tots els seus germans, la seva mare i el seu fill Froilán són Cavalleros Diviseros Hijosdalgo. Per la seva part, pertany a la branca isabelina de la Casa de Marichalar. El seu avi Luis de Marichalar i Monreal, vizconde d'Eza, va ser ministre de l'Exèrcit i Marina durant el regnat d'Alfons XIII i el desastre d'Annual, senador vitalici i alcalde de Madrid. La família de Jaime de Marichalar és propietària de la Casa dels San Clemente, un palau del segle xvi i la finca 'Garrejo', a la localitat de Garray, on es van descobrir les ruïnes de Numancia, que el seu avi Luis de Marichalar i Monreal va donar a Patrimoni Nacional. La seva mare, l'actual comtessa vídua de Ripalda, és germana del tinent general José Sáenz de Tejada, cap de l'Estat Major de l'Exèrcit de Terra en els anys 1980 i cunyada del tinent coronel Prieto, cap de la Policia Foral de Navarra, assassinat per ETA.
Jaime va realitzar els seus estudis en les escoles dels Jesuïtes de Burgos, San Estanislao de Kostka de Madrid i en la Yago School de Dublín, Irlanda.
La seva formació acadèmica es va orientar cap al camp de l'Economia, en l'especialitat de Gestió d'Empresa i Màrqueting a l'Escola Superior d'Estudis de Màrqueting de Madrid (ESEM). El 1986 va ampliar la seva formació realitzant períodes de pràctiques en diverses entitats financeres de París, on va residir de solter fins als primers anys del seu matrimoni. Encara que cal remarcar que no és llicenciat en Economia ni en cap altra carrera relacionada amb aquesta disciplina.
El 18 de març de 1995 es va celebrar el seu enllaç matrimonial amb la Infanta Elena de Borbó a la Catedral de Sevilla, amb el qual Jaime va rebre el tractament d'Excel·lència.
Després d'uns anys de treball al sector dels mercats financers d'àmbit internacional, va ser nomenat el gener de 1998 Managing Director Senior Advisor (Assessor del Director d'Operacions) de la Crédit Suisse First Boston, a Madrid. Va presidir la Fundació Winterthur, la qual impulsa nombroses activitats culturals. El 21 de novembre de 2008 va ser destituït de la presidència de la Fundació AXA, antiga Fundació Winterthur. El 1995, amb motiu del seu casament, va ser nomenat cavaller de la Real Maestranza de Sevilla, una corporació nobiliària creada el 1670.
Jaime i la infanta Elena han tingut dos fills, Felipe Juan, que va néixer el 17 de juliol de 1998, i Victoria Federica, nascuda el 9 de setembre de 2000, ambdós a Madrid. Els seus fills porten també el tractament d'Excel·lència segons el Reial Decret 1368 (6 de novembre de 1987) i són considerats Grans d'Espanya.
El 22 de desembre de 2001, va patir una isquèmia mentre practicava esport amb una bicicleta estàtica que li va deixar paralitzada la part esquerra del seu cos. Alguns mitjans de comunicació han especulat sobre les causes d'aquest incident, encara que sempre han refusat donar dades concretes.

## Divorci
El dimarts 13 de novembre de 2007, la Casa Reial espanyola va anunciar el «cessament temporal de la seva convivència matrimonial» dels ducs de Lugo, afirmant que això no significava la separació definitiva. El divendres 26 de setembre de 2008, la revista Época va despertar una gran polèmica entorn del divorci de la Infanta Elena i Jaime de Marichalar. El mes de novembre de 2009, diversos mitjans de comunicació espanyols van afirmar que l'anunci del divorci de la Infanta i Jaime de Marichalar era imminent, notícia amb la qual es venia especulant des de l'any anterior. El 25 de novembre de 2009 els advocats d'ambdues parts van confirmar en una nota de premsa que els ducs de Lugo havien iniciat els tràmits de «mutu i comú acord» amb la firma d'un conveni regulador. Encara que en aquest comunicat no es fa menció a una sol·licitud de la nul·litat eclesiàstica del matrimoni, en la premsa va aparèixer publicat que es podien haver iniciat els primers passos per a obtenir-la. Aquesta mesura, poc habitual, es va adoptar per evitar que l'expedient pogués ser robat. El dia 21 de gener de 2010, després de ser inscrit en el Registre Civil de la Família Reial l'acord de divorci amb la Infanta Elena, va quedar divorciat legalment des d'aquell dia, encara que no va ser donat a conèixer per la Casa Reial fins al dia 9 de febrer de 2010.
El 15 de desembre de 2009 Jaime de Marichalar i la Infanta van firmar la ratificació del conveni del seu divorci davant d'un jutge al Jutjat de Família número 22 de Madrid. Als ducs de Lugo se'ls va concedir el privilegi d'accedir a la seu judicial per unes dependències no obertes al públic per evitar ser vistos. Pocs dies després, amb la firma de la sentència per part del jutge, es va produir el divorci. L'expedient del divorci dels ducs de Lugo va ser dipositat en una caixa forta de grau de seguretat IV pertanyent al jutjat en el qual es va tramitar el procediment.

## Ancestres
|  |                                                                        |  |  |  |  |  |  |  |  |  |  |  |  |  |  |  |
|  | 16. Francisco Tomás de Marichalar y Acedo, Señor de Zayas de Báscones  |  |  |  |  |  |  |  |  |  |  |  |  |  |  |  |
|  |                                                                        |  |  |  |  |  |  |  |  |  |  |  |  |  |  |  |
|  |                                                                        |  |  |  |  |  |  |  |  |  |  |  |  |  |  |  |
|  | 8. Amalio Rufino de Marichalar y San Clemente, VIII Marqués de Montesa |  |  |  |  |  |  |  |  |  |  |  |  |  |  |  |
|  |                                                                        |  |  |  |  |  |  |  |  |  |  |  |  |  |  |  |
|  |                                                                        |  |  |  |  |  |  |  |  |  |  |  |  |  |  |  |
|  | 17. Ruperta Juana de San Clemente y Montesa                            |  |  |  |  |  |  |  |  |  |  |  |  |  |  |  |
|  |                                                                        |  |  |  |  |  |  |  |  |  |  |  |  |  |  |  |
|  |                                                                        |  |  |  |  |  |  |  |  |  |  |  |  |  |  |  |
|  | 4. Luis de Marichalar y Monreal, VI Marqués de Ciria                   |  |  |  |  |  |  |  |  |  |  |  |  |  |  |  |
|  |                                                                        |  |  |  |  |  |  |  |  |  |  |  |  |  |  |  |
|  |                                                                        |  |  |  |  |  |  |  |  |  |  |  |  |  |  |  |
|  | 18. José María Monreal y Brun                                          |  |  |  |  |  |  |  |  |  |  |  |  |  |  |  |
|  |                                                                        |  |  |  |  |  |  |  |  |  |  |  |  |  |  |  |
|  |                                                                        |  |  |  |  |  |  |  |  |  |  |  |  |  |  |  |
|  | 9. María Cecilia Monreal y Ortiz de Zárate                             |  |  |  |  |  |  |  |  |  |  |  |  |  |  |  |
|  |                                                                        |  |  |  |  |  |  |  |  |  |  |  |  |  |  |  |
|  |                                                                        |  |  |  |  |  |  |  |  |  |  |  |  |  |  |  |
|  | 19. Josefa Ortiz de Zárate y Beraza                                    |  |  |  |  |  |  |  |  |  |  |  |  |  |  |  |
|  |                                                                        |  |  |  |  |  |  |  |  |  |  |  |  |  |  |  |
|  |                                                                        |  |  |  |  |  |  |  |  |  |  |  |  |  |  |  |
|  | 2. Amalio de Marichalar y Bruguera, VIII Comte de Ripalda              |  |  |  |  |  |  |  |  |  |  |  |  |  |  |  |
|  |                                                                        |  |  |  |  |  |  |  |  |  |  |  |  |  |  |  |
|  |                                                                        |  |  |  |  |  |  |  |  |  |  |  |  |  |  |  |
|  | 20. Ginés Bruguera y Torres                                            |  |  |  |  |  |  |  |  |  |  |  |  |  |  |  |
|  |                                                                        |  |  |  |  |  |  |  |  |  |  |  |  |  |  |  |
|  |                                                                        |  |  |  |  |  |  |  |  |  |  |  |  |  |  |  |
|  | 10. Luis Bruguera y Schropp                                            |  |  |  |  |  |  |  |  |  |  |  |  |  |  |  |
|  |                                                                        |  |  |  |  |  |  |  |  |  |  |  |  |  |  |  |
|  |                                                                        |  |  |  |  |  |  |  |  |  |  |  |  |  |  |  |
|  | 21. Teresa Schropp                                                     |  |  |  |  |  |  |  |  |  |  |  |  |  |  |  |
|  |                                                                        |  |  |  |  |  |  |  |  |  |  |  |  |  |  |  |
|  |                                                                        |  |  |  |  |  |  |  |  |  |  |  |  |  |  |  |
|  | 5. María de la Encarnación Bruguera y Molinuevo                        |  |  |  |  |  |  |  |  |  |  |  |  |  |  |  |
|  |                                                                        |  |  |  |  |  |  |  |  |  |  |  |  |  |  |  |
|  |                                                                        |  |  |  |  |  |  |  |  |  |  |  |  |  |  |  |
|  | 22. Manuel de Molinuevo                                                |  |  |  |  |  |  |  |  |  |  |  |  |  |  |  |
|  |                                                                        |  |  |  |  |  |  |  |  |  |  |  |  |  |  |  |
|  |                                                                        |  |  |  |  |  |  |  |  |  |  |  |  |  |  |  |
|  | 11. María de la Encarnación de Molinuevo y Vega                        |  |  |  |  |  |  |  |  |  |  |  |  |  |  |  |
|  |                                                                        |  |  |  |  |  |  |  |  |  |  |  |  |  |  |  |
|  |                                                                        |  |  |  |  |  |  |  |  |  |  |  |  |  |  |  |
|  | 23. María del Carmen de la Vega                                        |  |  |  |  |  |  |  |  |  |  |  |  |  |  |  |
|  |                                                                        |  |  |  |  |  |  |  |  |  |  |  |  |  |  |  |
|  |                                                                        |  |  |  |  |  |  |  |  |  |  |  |  |  |  |  |
|  | 1. Jaime de Marichalar y Sáenz de Tejada                               |  |  |  |  |  |  |  |  |  |  |  |  |  |  |  |
|  |                                                                        |  |  |  |  |  |  |  |  |  |  |  |  |  |  |  |
|  |                                                                        |  |  |  |  |  |  |  |  |  |  |  |  |  |  |  |
|  | 24. Celestino Sáenz de Tejada y Manso de Velasco                       |  |  |  |  |  |  |  |  |  |  |  |  |  |  |  |
|  |                                                                        |  |  |  |  |  |  |  |  |  |  |  |  |  |  |  |
|  |                                                                        |  |  |  |  |  |  |  |  |  |  |  |  |  |  |  |
|  | 12. Tomas Sáenz de Tejada y Salazar                                    |  |  |  |  |  |  |  |  |  |  |  |  |  |  |  |
|  |                                                                        |  |  |  |  |  |  |  |  |  |  |  |  |  |  |  |
|  |                                                                        |  |  |  |  |  |  |  |  |  |  |  |  |  |  |  |
|  | 25. Petra de Salazar y Zabala                                          |  |  |  |  |  |  |  |  |  |  |  |  |  |  |  |
|  |                                                                        |  |  |  |  |  |  |  |  |  |  |  |  |  |  |  |
|  |                                                                        |  |  |  |  |  |  |  |  |  |  |  |  |  |  |  |
|  | 6. Ignacio Sáenz de Tejada y Gil                                       |  |  |  |  |  |  |  |  |  |  |  |  |  |  |  |
|  |                                                                        |  |  |  |  |  |  |  |  |  |  |  |  |  |  |  |
|  |                                                                        |  |  |  |  |  |  |  |  |  |  |  |  |  |  |  |
|  | 26. Marcos Gil y Lumbreras                                             |  |  |  |  |  |  |  |  |  |  |  |  |  |  |  |
|  |                                                                        |  |  |  |  |  |  |  |  |  |  |  |  |  |  |  |
|  |                                                                        |  |  |  |  |  |  |  |  |  |  |  |  |  |  |  |
|  | 13. Matilde Gil y López de Marquina                                    |  |  |  |  |  |  |  |  |  |  |  |  |  |  |  |
|  |                                                                        |  |  |  |  |  |  |  |  |  |  |  |  |  |  |  |
|  |                                                                        |  |  |  |  |  |  |  |  |  |  |  |  |  |  |  |
|  | 27. Manuela López de Marquina y Fernández de Verano                    |  |  |  |  |  |  |  |  |  |  |  |  |  |  |  |
|  |                                                                        |  |  |  |  |  |  |  |  |  |  |  |  |  |  |  |
|  |                                                                        |  |  |  |  |  |  |  |  |  |  |  |  |  |  |  |
|  | 3. María de la Concepción Sáenz de Tejada y Fernández de Bobadilla     |  |  |  |  |  |  |  |  |  |  |  |  |  |  |  |
|  |                                                                        |  |  |  |  |  |  |  |  |  |  |  |  |  |  |  |
|  |                                                                        |  |  |  |  |  |  |  |  |  |  |  |  |  |  |  |
|  | 28. Maximino Fernández de Bobadilla y Fernández de Villaescuerna       |  |  |  |  |  |  |  |  |  |  |  |  |  |  |  |
|  |                                                                        |  |  |  |  |  |  |  |  |  |  |  |  |  |  |  |
|  |                                                                        |  |  |  |  |  |  |  |  |  |  |  |  |  |  |  |
|  | 14. Anselmo Fernández de Bobadilla y Castillo                          |  |  |  |  |  |  |  |  |  |  |  |  |  |  |  |
|  |                                                                        |  |  |  |  |  |  |  |  |  |  |  |  |  |  |  |
|  |                                                                        |  |  |  |  |  |  |  |  |  |  |  |  |  |  |  |
|  | 29. María Ana de Castillo y Tosantos                                   |  |  |  |  |  |  |  |  |  |  |  |  |  |  |  |
|  |                                                                        |  |  |  |  |  |  |  |  |  |  |  |  |  |  |  |
|  |                                                                        |  |  |  |  |  |  |  |  |  |  |  |  |  |  |  |
|  | 7. Matilde Fernández de Bobadilla y Echarri                            |  |  |  |  |  |  |  |  |  |  |  |  |  |  |  |
|  |                                                                        |  |  |  |  |  |  |  |  |  |  |  |  |  |  |  |
|  |                                                                        |  |  |  |  |  |  |  |  |  |  |  |  |  |  |  |
|  | 30. Mauricio de Echarri y López de Ceráin                              |  |  |  |  |  |  |  |  |  |  |  |  |  |  |  |
|  |                                                                        |  |  |  |  |  |  |  |  |  |  |  |  |  |  |  |
|  |                                                                        |  |  |  |  |  |  |  |  |  |  |  |  |  |  |  |
|  | 15. Matilde de Echarri y Apellániz                                     |  |  |  |  |  |  |  |  |  |  |  |  |  |  |  |
|  |                                                                        |  |  |  |  |  |  |  |  |  |  |  |  |  |  |  |
|  |                                                                        |  |  |  |  |  |  |  |  |  |  |  |  |  |  |  |
|  | 31. Jovita Apellániz                                                   |  |  |  |  |  |  |  |  |  |  |  |  |  |  |  |
|  |                                                                        |  |  |  |  |  |  |  |  |  |  |  |  |  |  |  |
|  |                                                                        |  |  |  |  |  |  |  |  |  |  |  |  |  |  |  |